# Trogir
Trogir (græsk: Tragurion, latin: Tragurium, italiensk: Traù) er en historisk havneby i Kroatien. Byen ligger ved Adriaterhavet 27 km vest for Split og har 13.192(2011) indbyggere. En del af Trogir ligger på øen Drvenik Mali.

## Verdensarvssted
Trogirs historiske bymidte blev optaget på UNESCOs Verdensarvsliste i 1997 som et eksempel på en by, der har bibeholdt sin overordnede plan over en meget lang årrække. 
Trogirs rige kultur blev skabt under indflydelse af gamle grækere, romere og venetianere. Det er det bedst bevarede romansk-gotiske kompleks, ikke kun i Adriaterhavet, men i hele Centraleuropa. Trogirs middelalderlige kerne, omgivet af mure, består af en bevaret borg og tårn og en række boliger og paladser fra romansk, gotisk, renæssance og barok.
I 2014 blev Battle of the Nations afholdt i Trogir.